# Ichneumon melanator
Ichneumon melanator (лат.) — вид наездников-ихневмонид рода Ichneumon из подсемейства Ichneumoninae (Ichneumonidae).

## Распространение
Таджикистан, западный Памир, 30 км севернее Rushan, на высоте 3500 м.

## Описание
Наездники среднего размера чёрного цвета, длина 9,5 мм. Жгутик усика почти нитевидный, с 38 члениками; 1-й флагелломер в 2 раза длиннее своей ширины, 7-й членик квадратный, самые широкие членики в 1,3 раза шире длины, длина предвершинного членика равна 0,80 от его ширины. Жгутик без отчетливого светлого кольца; базальные членики жгутика чёрные, членики 10-14 охристые, дистальные членики буроватые. Апикальный край 2-го тергита узко красноватый. Тазики, вертлуги и передние и средние ноги в основном чёрные; передние и средние бёдра на вершине и голени суббазально красноватые; задние бёдра красные; задние голени красные, в вершинных 0,3 с тёмным оттенком; задние лапки чёрные. Крылья коричневатые; птеростигма чёрная. Предположительно, как и близкие виды паразитоиды, которые развиваются в гусеницах бабочек. Цветовая гамма этого нового вида напоминает Ichneumon cessator, но новый вид можно отличить по его меньшему размеру, почти нитевидному жгутику, разбросанным точкам на вентральной части мезоплевры, мезостерне, среднему и заднему тазикам.
Вид был впервые описан в 2021 году немецким энтомологом Маттиасом Риделем (Zoologische Staatssammlung München, Мюнхен, Германия) по материалам из Таджикистана.